# Ho (distrito)
Ho es un distrito de la región Volta de Ghana. En septiembre de 2018 tenía una población estimada de 213 960 habitantes.
Se encuentra ubicado al sureste del país, entre el lago Volta y la frontera con Togo.